# 玉斑鳳蝶
白紋鳳蝶（Red Helen），是鳳蝶的一種。分布於東亞、南亞和東南亞。

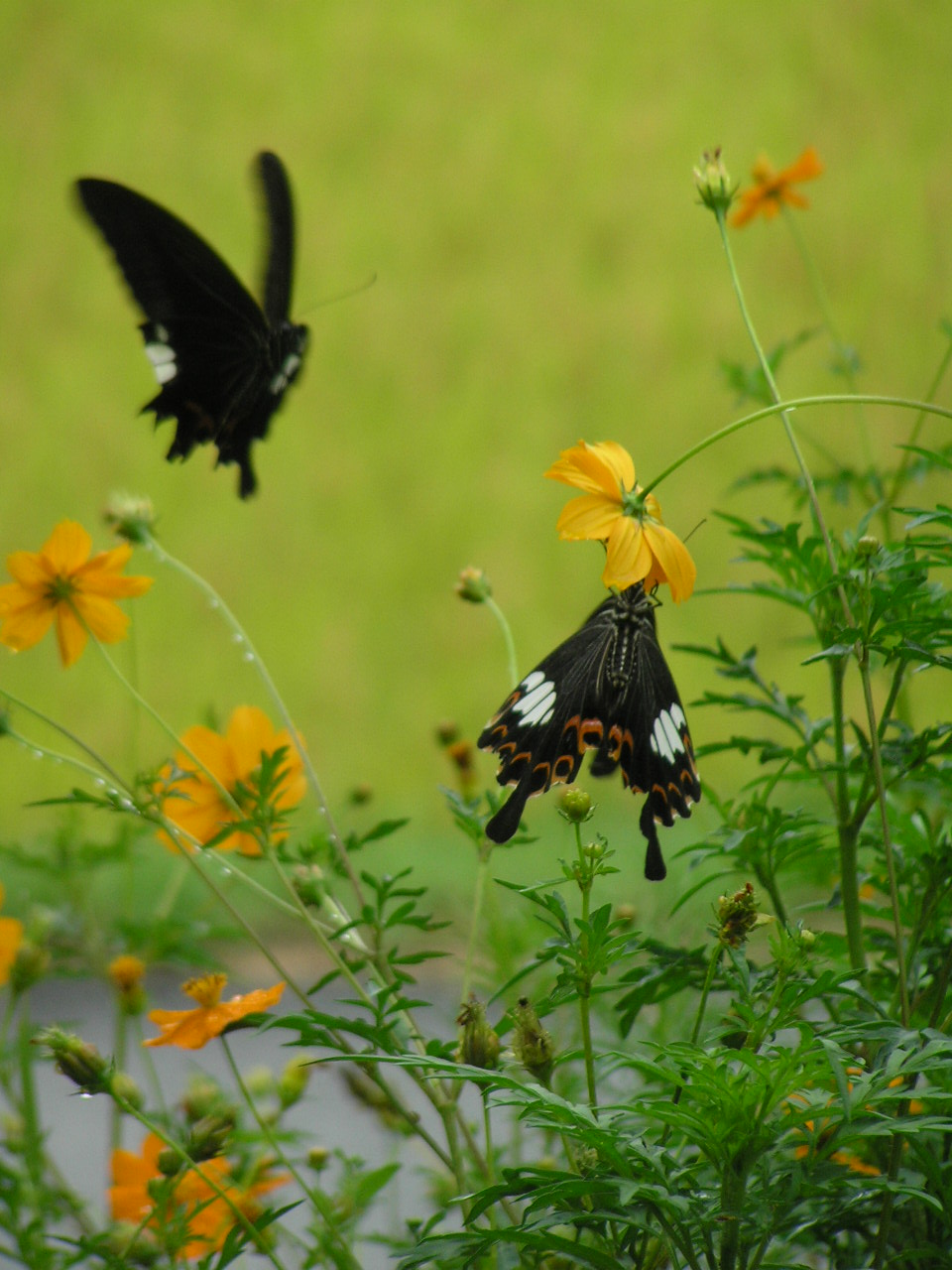
白紋鳳蝶

## 分布範圍
白紋鳳蝶偶見於斯里蘭卡、印度南部與東北部、尼泊爾、不丹、孟加拉、緬甸、泰國、寮國、柬埔寨、越南、中國南部（包括海南與廣東省）、臺灣、日本南部、南韓、琉球群島、馬來半島與東部馬來西亞、汶萊、菲律賓，以及印尼的蘇門答臘、爪哇島（爪哇）、邦加島（邦加）、加里曼丹、小巽他群島（除了塔寧巴爾群島）。
在印度，本種從喀拉拉邦沿著西高止山脈延伸至古吉拉特邦，也見於伯爾尼丘陵與舍瓦羅伊丘陵，在北方則從穆索里向東延伸至東北印度，並進一步分布至緬甸。

## 外觀描述
雄蝶：背面呈濃棕黑色；翅緣鬚呈白色與黑色交替。前翅翅室內有細長的金黃色鱗片縱向條紋，翅脈間具寬闊而具毛鱗的條帶；翅基部亦有稀疏金黃色斑點。後翅具有乳白色的中央斑塊，由三個部分組成：肩角間隙的近方形短斑，以及亞肩脈區域的兩個大型長條形斑塊；下部亦可見些許白色或灰色鱗片；臀角處有一深紫紅色小環，通常部分包圍一黑色圓點，並在其下方具有三個（有時四個）或明或暗的紫紅色內彎月形斑紋，最下方的月斑有時亦形成一圓環包圍黑斑；某些標本中最下的月斑不明顯，有些甚至完全缺失。腹面顏色較淡。前翅有明顯的灰白鱗片細條與寬闊的翅脈條紋。後翅基部被灰白鱗片所點綴，翅室內有三條相似的細長縱紋，中央與亞中央翅脈之基部也有白鱗；白色中斑由三個較小區塊組成；臀眼斑與完整的深紅色亞緣月斑排列清晰；下方中央間隙亦有融合的亞臀月斑；臀斑與亞臀月斑上點綴有紫藍色鱗片；外緣則排列著一列或清晰或模糊的紅白色月斑。

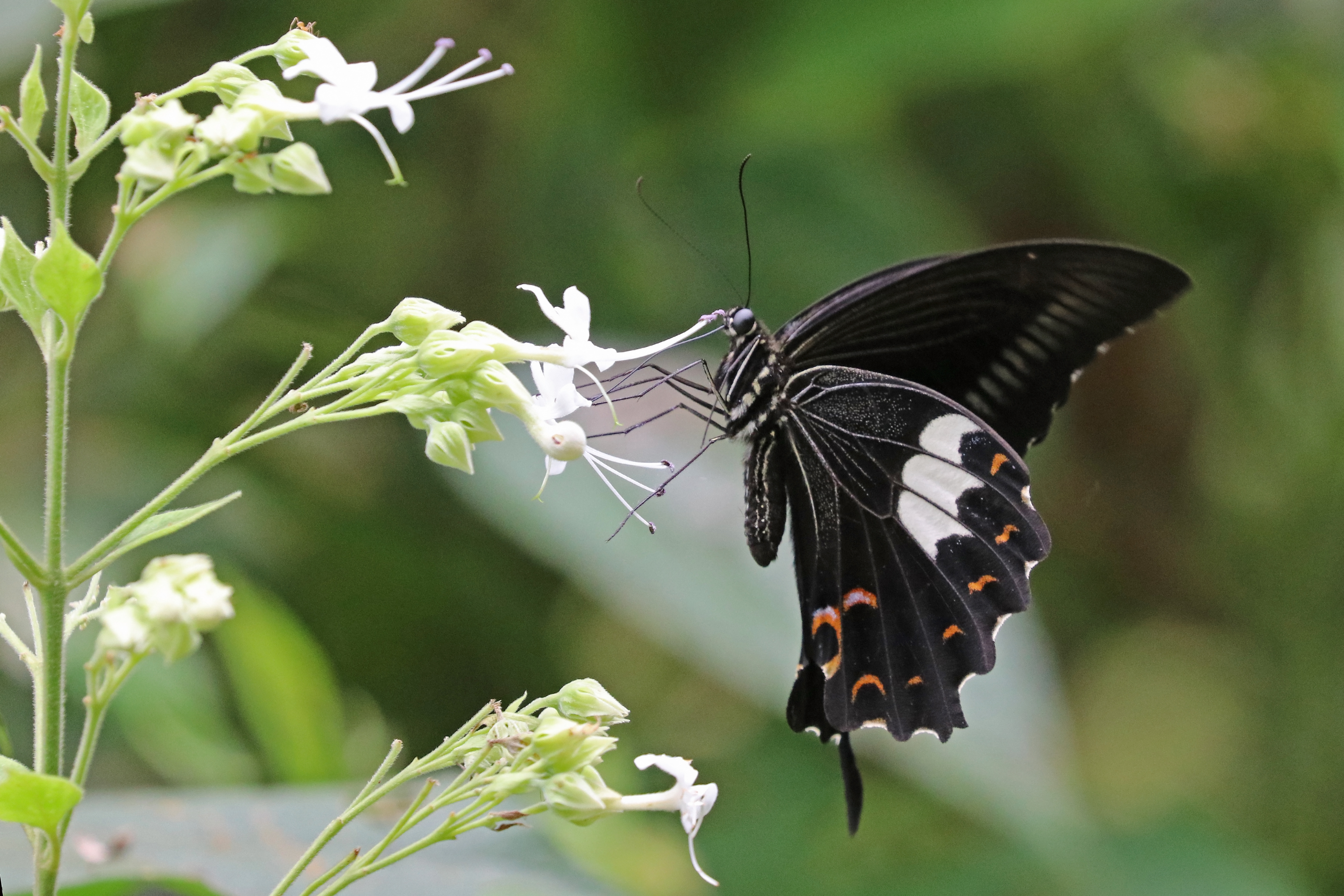
P. h. daksha，拍攝於印度喀拉拉邦

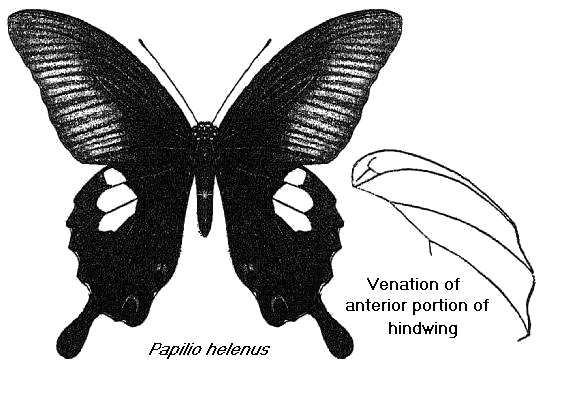
取自《英屬印度動物誌，包括錫蘭與緬甸》The Fauna of British India, Including Ceylon and Burma之木刻插圖

雌蝶：背面與腹面外觀與雄蝶類似，唯後翅基部顏色較淡。

身體呈棕黑色；頸圈、頭部前端與顎鬚上有白斑；肩盾被白色邊緣包圍；足與觸角為黑色。——來源：《Lepidoptera Indica》第五卷

## 保育狀態
白紋鳳蝶整體而言不常見，在某些地區甚至略受威脅。其在馬哈拉施特拉邦相當常見，但在古吉拉特與喀拉拉部分地區則相對罕見。其歷史可追溯至阿薩姆邦與西高止山脈地區，並目前主要分布於此等地。

## 分類

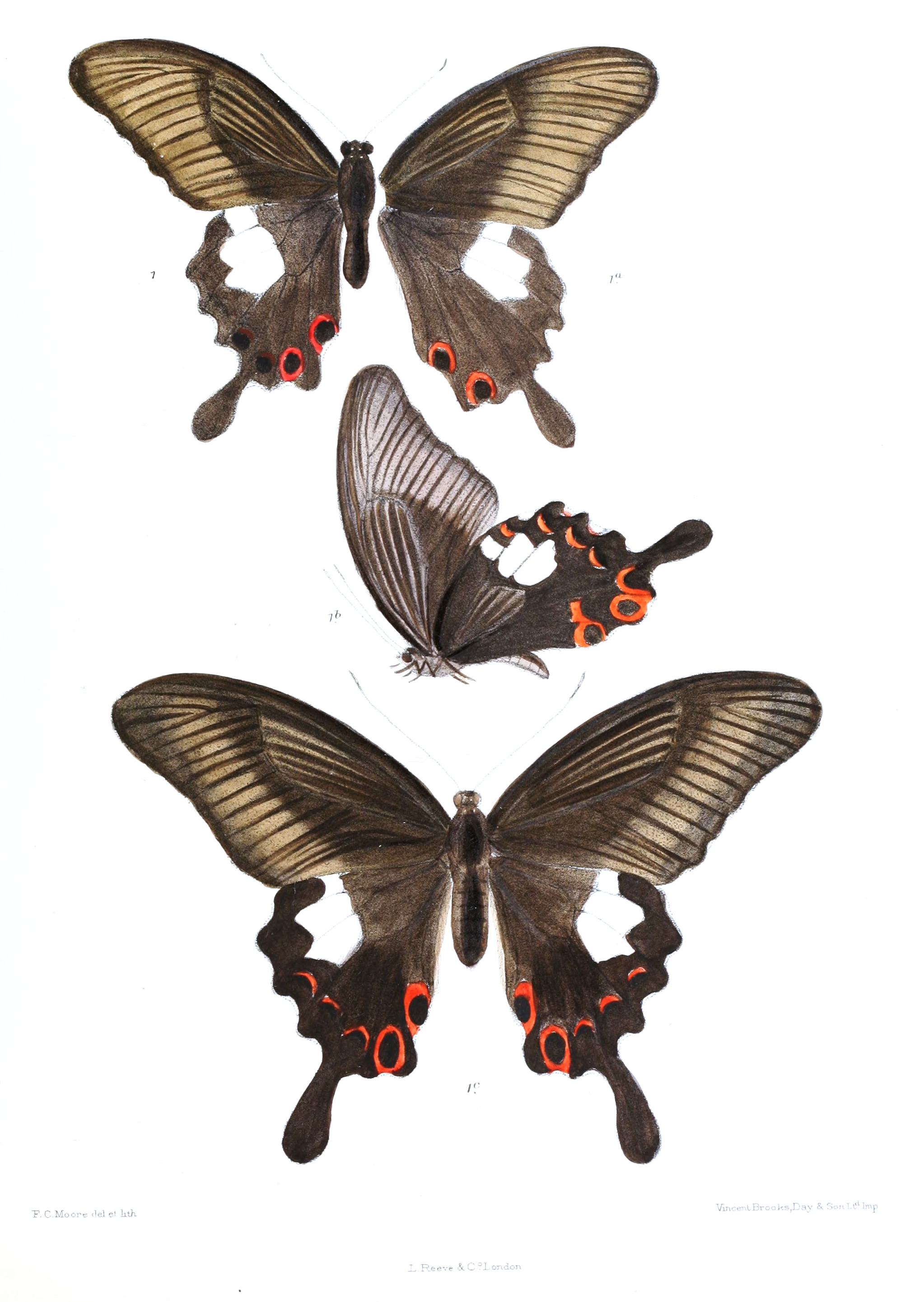
插圖

### 種群分類
Papilio helenus 為 helenus種群中的指名亞種。此演化支成員包括：
- Papilio helenus Linnaeus, 1758
- Papilio iswara White, 1842
- Papilio iswaroides Fruhstorfer, 1898
- Papilio nephelus Boisduval, 1836
- Papilio nubilus Staudinger, 1895
- Papilio sataspes C. & R. Felder, 1865

### 亞種
目前記載最多達十三個不同亞種，其中有兩種分布於印度：
- P. h. daksha Moore —— 印度南部，並不罕見
- P. h. helenus Linnaeus —— 從穆索里至緬甸，常見

臺灣則有一種：
- P. h. fortunius Fruhstorfer, 1908

## 生活史

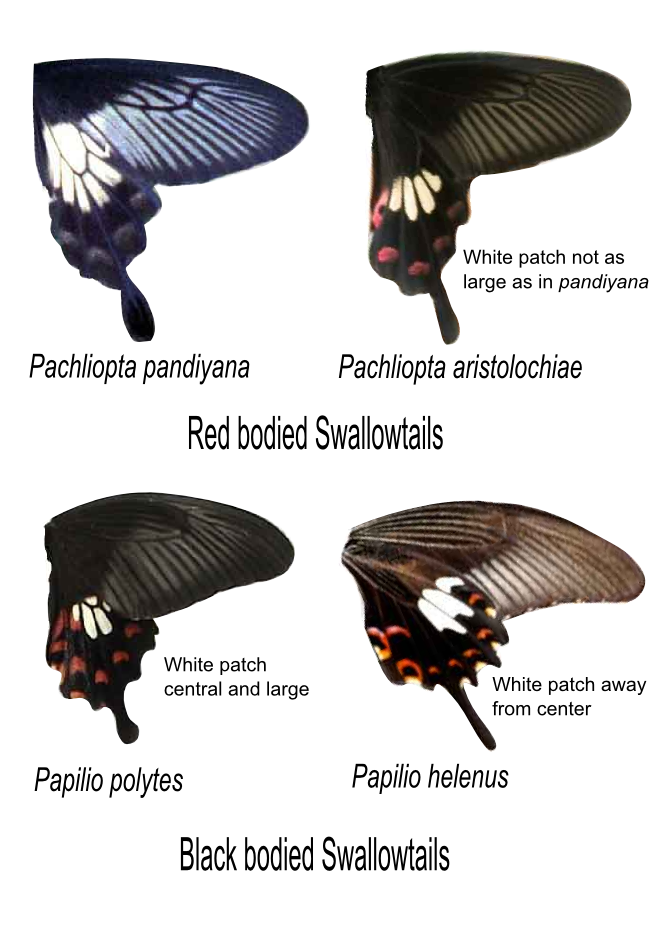
相似物種

本蝶在印度南部全年可見。

### 卵
卵於剛產下時呈杏黃色，為球形，表面略為粗糙，經由顯微鏡觀察時其表皮猶如柳橙表皮。卵直徑為 1.2 公釐。
雌蝶將卵單獨產於濃密叢林陰暗處的嫩葉與新芽尖端。孵化前，卵上會出現巧克力色條紋與斑點。卵期為 4 至 7 天。

### 幼蟲
剛孵化之幼蟲約 3 公釐長。整個幼蟲期中，若受驚擾，會從頭部後第一節反出黃色至紅色的臭角。其餘各節背部具有一對硬毛束，各自從一小型黃色圓錐突起上生出。整體體色為棕色，中段有一塊類似馬鞍的白色斑塊，尾部亦為白色。
如其他 鳳蝶屬蝴蝶一樣，幼蟲受到干擾時會反出兩叉角狀臭角，釋放出一種惡臭液體，可驅退掠食者與寄生性生物。
第一次蛻皮後，幼蟲外觀酷似一塊亮亮的鳥糞，體色轉為草綠色，並夾雜黑白與煙灰色斑紋。反出臭角時一般呈黃色至紅色。
於靜止狀態（主要在白天），幼蟲會伏於葉背主脈處。當其接近終齡期時，體色轉綠，並伏於葉面中線、枝條或細莖上。第五齡期幼蟲約為 5 公分長。